# Margarita Laso
Margarita Laso, nacida en la ciudad Quito, el 20 de julio de 1963, es una cantante, escritora y productora ecuatoriana. Margarita Laso se ha dedicado a la interpretación de canciones basada en géneros tradicionales y regionales del Ecuador, se ha especializado en la canción popular concentrándose en pasillos, boleros, música tradicional ecuatoriana, entre otros. 

## Trayectoria
Con varios reconocimientos a lo largo de su carrera profesional ha encaminado su trabajo al crecimiento de la actividad artística local y nacional y a la expansión de la música ecuatoriana y latinoamericana. Ha producido 12 discos compactos con diversas temáticas, un sinnúmero de recitales y montajes artísticos y ha publicado cinco libros de poesía.
Inició su formación musical escuchando cantar a su padre tangos y tonadas, boleros y canciones del Ecuador.  Empezó a los ocho años su estudio del piano y más tarde de la guitarra, para dedicarse después al estudio del canto con la maestra Blanca Hauser. 
En 1989 ofreció su primera producción escénica como solista y a partir de entonces ha brindado los recitales, espectáculos y grabaciones por todo Ecuador con un repertorio que incluye boleros, música latinoamericana y ecuatoriana tradicional, villancicos, tangos, entre otros géneros.
Trabajó como editora para varias publicaciones y ha presentado cinco libros de poesía. Participa constantemente de lecturas, recitales y encuentros internacionales de escritores y poetas. 
En 1997 obtuvo el Premio Nacional de Poesía Jorge Carrera Andrade por su libro El trazo de las cobras.  
Es articulista del periódico Hoy de Quito. 
Una de las voces más influyentes de la música en el Ecuador actual, Margarita Laso ha representado a su país en Colombia, Perú, Cuba, Chile, Brasil, El Salvador, Turquía, Guatemala, Alemania, Puerto Rico.

## Obra literaria
- Erosonera (1991)[3]
- Queden en la lengua mis deseos (1994)[3]
- El trazo de las cobras (1997)[3]
- Los lobos desarmados (2004)[3]
- La fiera consecuente (2012)[3]
- Crónica de sueños
- De la ferocidad y el crujido (Mario Bojórquez)
- El camal de los Leones

## Producción musical
Margarita Laso cuenta con 14 álbumes y un Single & EP.

### Álbumes
- Rosas Rojas
- Luna desnuda (1992), boleros y canciones de amor.
- Canciones de cuna y villancicos (1997), canciones navideñas.
- Apostemos que me caso (1998), canciones ecuatorianas.
- Cómo me gustas (1999), boleros y canciones de amor.
- Gallito verde (2000), villancicos latinoamericanos.
- Vivir en este Carpuela (2001), canciones ecuatorianas.
- Más bueno que el pan (2002), clásicos de la canción nacional.
- Manito de Cera (2004), canciones navideñas latinoamericanas.
- El Canelazo (2005), canciones ecuatorianas.
- Garganta con arena (2006), tangos.
- Fiesta en navidad (2009), canciones navideña
- Corazoncito (2010), canciones ecuatorianas.
- Allá te Esperaré (2016), canciones ecuatorianas

### Single & EP.
- Piel De Trigo (1991)

## Poemas[5]
- The Lions’ Abattoir
- Cold Blood
- Lotus
- Ferris Wheel
- Parakeets
- At the pole the pelt hunters stalk seals